# Leslie Cheung
Leslie Cheung Kwok-wing (egyszerűsített kínai írással: 張國榮, Cőng Kvók-ving (Zoeng1 Gwok3-wing4); Brit Hongkong, 1956. szeptember 12. – Hongkong, 2003. április 1.) hongkongi énekes és színész. 1977-től haláláig 26 évet felölelő karrierje alatt több mint 40 nagylemeze jelent meg és 56 filmben szerepelt. Az 1980-as években a kantopop műfaj egyik legjelentősebb formálója és előadója volt. Színes, hivalkodó, gyakran megbotránkoztató színpadi megjelenéséről volt ismert. Amikor az 1990-es években egyre inkább a színészkedés felé fordult, számos queer karaktert formált meg az akkor igen konzervatív hongkongi filmipari környezet ellenére. Karrierje során sok dicséretet és kritikát is kapott, míg szexuális irányultsága és androgün személyisége közbeszéd tárgya volt.
Cőng Fát-cung (Zoeng1 Faat3-zung1) néven született a brit gyarmati Hongkongban. Tizenkét éves korától Angliában tanult, majd 1976-ban visszatért Hongkongba, hogy kipróbálja magát az ottani szórakoztatóiparban. 1984-ben önmagáról elnevezett nagylemezével és Monica című kislemezével sikerült népszerűséget elérnie, melyek pörgős tánczenei stílusa új irányt nyitott a kantopopban az akkor népszerű érzelmes balladák mellett. Cheung sikerszériája az 1980-as évek második felében toplistás albumok sorával folytatódott, melyek közül kiemelkedik az 1987-es Summer Romance című, amely számos díjat söpört be. A zenei pályafutása mellett színészként is kezdett sikereket elérni, köztük egy kiábrándult tinédzser szerepében a Lít fó ching chön (Lit6 fo2 cing1 ceon1) (1982) című filmben és egy az igazságérzete és fivére között őrlődő rendőrként a Szebb holnapban (1986). 1989-ben bejelentette, hogy visszavonul az énekléstől, és Kanadába költözött, de a színészetet folytatta.
Cheung az 1990-es években vált színészként is széles körben ismertté. A Vadító szép napokban (1990) biológiai anyját kereső nőcsábászt alakított, amely szerepéért kiérdemelte a legjobb színész díját az 1991-es Hong Kong Film Awardson. A nyugati világban az Isten veled, ágyasom! (1993) tette ismertté, amelyben meleg pekingiopera-énekest játszott. A meleg párkapcsolatot bemutató Édes2kettessel (1997) szilárdult meg Cheung reputációja mint queer ikon. Az 1990-es évek második felében fordult ismét a zene felé. Kiemelkedik 1996-os Hung (Hung4) című albuma kísérletező hangzásvilágával és extravagáns, festői képeivel. 1999-ben megkapta az RTHK legmagasabb zenei elismerését, míg 2000-ben Ázsia legfényesebb szupersztárjának nevezték ki a kínai CCTV/MTV zenei díjátadón. Cheungöt súlyos depresszióval diagnosztizálták. 2003. április 1-jén levetette magát a hongkongi Mandarin Oriental hotel 24. emeletéről és meghalt.

## Fordítás
Ez a szócikk részben vagy egészben  a   Leslie Cheung című angol Wikipédia-szócikk ezen változatának fordításán alapul.  Az eredeti cikk szerkesztőit annak laptörténete sorolja fel. Ez a jelzés csupán a megfogalmazás eredetét és a szerzői jogokat jelzi, nem szolgál a cikkben szereplő információk forrásmegjelöléseként.